# Roscow A. L. Davies Soccer Field
Roscow A. L. Davies Soccer Field – mały stadion piłkarski w Nassau na Bahamach. Pokryty jest sztuczną nawierzchnią. Może pomieścić 1700 osób.